# Ставка
Ставка је скраћеница за штаб врховног командовања, или генералштаб оружаних снага у касној Руској Империји и у Совјетском Савезу. Понекад се пише свим великим словима (СТАВКА). Израз може да се односи на штаб, или на локацију.

## Руска Ставка током Првог светског рата
Главнокомандујући руске војске почетком Првог светског рата је био велики кнез Николај Николајевич, унук цара Николаја I. Постављен је у задњем тренутку, августа 1914. године, и није имао удела у прављењу војних планова на почетку рата. Био је прилично способан. Распућин је изманипулисао смењивање великог кнеза на лето 1915. године, и император је преузео личну команду.
Камп Ставке је прво успостављен у месту Барановичи), у Белорусији (тада у Пољској). 1915. године, након немачког напредовања, Ставка је премештена у Махиљов.

## Совјетска Ставка током Другог светског рата
Ставка совјетске Црвене армије током Другог светског рата (Великог отаџбинског рата), или штаб „Главна команда оружаних снага Савеза ССР“, је успостављена 23. јуна, 1941. године декретом највеће тајности, који је потписао Јосиф Стаљин у својству шефа владе, и вође Комунистичке партије Совјетског Савеза. По овом декрету, Ставка се састојала од министра одбране, маршала Семјона Тимошенка (као председника), начелника генералштаба Георгија Жукова, Јосифа Стаљина, Вјачеслава Молотова, маршала Климента Ворошилова, маршала Семјона Буђонија и народног комесара (Нарком) Совјетске морнарице, адмирала Николаја Кузњецова.
Исти декрет је организовао при Ставки „институцију сталних саветника Ставке, која се састоји од другова маршала Григорија Кулика, маршала Бориса Шапошњикова, Кирила Мерецкова, начелника авијације Жигарева, Николаја Ватутина, начелника ваздушне одбране Воронова, Анастаса Микојана, Кагановича, Лаврентија Берије, Вознесенског, Андреја Жданова, Георгија Маљенкова, Меклиса“.
Убрзо потом, заменик министра војног, Мерецков је ухапшен након лажних оптужби Берије и Меркулова. Мерецков је затим пуштен из затвора.
Ставка Главне команде је реорганизована у Ставку Врховне команде 10. јула, 1941. године. 8. августа, 1941, је поново реорганизована у Ставку Врховне начелне команде.